# Joachim Dudenhausen
Joachim Wolfram Dudenhausen (* 28. Februar 1943 in Werdohl) ist ein deutscher Mediziner.

## Werdegang
Nach dem Abitur 1962 studierte er von 1962 bis 1968 Humanmedizin in Mainz und Berlin. Er legte 1968 das Staatsexamen ab, promovierte 1969 und erhielt im Jahr darauf die Approbation. Er war zunächst als Wissenschaftlicher Mitarbeiter der Arbeitsgruppe für Perinatale Medizin der FU Berlin tätig. Nach der Facharztprüfung für Frauenheilkunde und Geburtshilfe war er Assistenzarzt, später Oberarzt der Frauenklinik Neukölln. 1977 folgte die Habilitation.
Von 1987 bis 1989 war er Leitender Arzt der Klinik für Geburtshilfe des Universitätsspitals Zürich. Zurückgekehrt nach Berlin übernahm er die Leitung der Klinik für Geburtsmedizin der Freien Universität am Virchow-Krankenhaus, später des Campus Virchow Klinikum der Charité, 2004 zusätzlich die Leitung der geburtsmedizinischen Klinik des Campus Benjamin Franklin und 2007 auch die Klinik für Geburtsmedizin des Campus Charité Mitte. Von 2001 bis 2004 war er Dekan der Charité. 2010 wurde Dudenhausen Senior Fellow und Clinical Professor of Obstetrics and Gynecology der Weill Cornell Medicine New York. Zwischen 2011 und 2014 baute er das Sidra Medical and Research Center im katarischen Doha auf. Ab 2017 war er Gründungsbeauftragter und ab 2018 Gründungsdekan der Fakultät für Gesundheitswissenschaften, der gemeinsamen Fakultät der Universität Potsdam, der Brandenburgischen Technischen Universität Cottbus-Senftenberg und der Medizinischen Hochschule Brandenburg. 2021 übergab er diese Funktion an Cornelius Frömmel.
Dudenhausen ist Autor von über 1200 Veröffentlichungen aus der Geburtshilfe und Perinatalmedizin, unter anderem des Lehrbuches Praktische Geburtshilfe. Er ist seit 1983 Editor-in-Chief des Journal of Perinatal Medicine. 1991 wurde er zum Präsidenten der Deutschen Gesellschaft für Perinatale Medizin (bis 1995) sowie zum Generalsekretär der World Association of Perinatal Medicine (bis 1999) gewählt. Von 1993 bis 2018 war er Vorstandsvorsitzender der „Stiftung für das behinderte Kind“.
Dudenhausen ist ein Neffe von Willibald Pschyrembel.

## Ehrungen
- 1981: Maternité-Preis der Deutschen Gesellschaft für Perinatale Medizin
- 1997: Goldmedaille der Stiftung zur Förderung der Pränatalen Medizin
- 1998: Ehrenprofessur der Tongji Medical Univ ersitz Wuhan/China
- Gastprofessur 2nd Military Medical University Shanghai/China
- 2004: Honorarprofessur der Medizinischen Universität Havanna
- 2005: Ehrenmedailler der Berliner Charité
- 2006: Honorarprofessor Tashkent Medical University
- 2007: Ehrenvorsitzender der Deutschen Gesellschaft für Perinatale Medizin
- Margherita-von-Brentano Preis der Freien Universität Berlin
- 2008: Pschyrembel-Medaille[5]
- 2009: Erich Saling Award of the World Association of Perintal Medxicine
- Fellow ad eundem Royal College of Obstetricians and Gynaecologists, London
- 2010: Verdienstkreuz am Bande der Bundesrepublik Deutschland
- Ehrenmitglied der Gesellschaft für Geburtshilfe und Gynäkologie Berlin
- 2011: Visiting Professor of the Dubrovnik International University
- 2014: Ehrenmitglied der Deutschen Gesellschaft für Gynäkologie und Geburtshilfe
- 2017: Honorarprofessor Medical Institution of Surgut State University
- 2018: Carl-Kaufmann-Medaille der Deutschen Gesellschaft für Gynäkologie und Geburtshilfe
- Ehrenvorsitzender der 'Stiftung für das behinderte Kind'
- 2023: Giant in Obstetrics and Gynecology. American Journal of Obstetrics and Gynecology[6]